# كاني تشولكة (بشت أربابا)
کاني تشولکة (بالفارسية: کانی چولکه) هي مستوطنة تقع في إيران في قسم بشت أربابا الريفي. يقدر عدد سكانها بـ 50 نسمة بحسب إحصاء 2016.